# Сіхам Сумея Бен Насер
Сіхам Сумея Бен Насер (нар. 8 серпня 1983) — колишня алжирська тенісистка.
Найвищу одиночну позицію світового рейтингу — 1130 місце досягла 13 серпня 2001 року.

## Фінали ITF серед юніорів
| Великий Шлем |
| Категорія GA |
| Категорія G1 |
| Категорія G2 |
| Категорія G3 |
| Категорія G4 |
| Категорія G5 |

### Фінали в одиночному розряді (2–2)
| Результат | Ранг | Дата           | Турнір              | Покриття | Суперниця         | Рахунок       |
| --------- | ---- | -------------- | ------------------- | -------- | ----------------- | ------------- |
| Перемога  | 1.   | 30 серпня 1997 | Дамаск, Сирія       | Ґрунт    | Natascha Bruckner | 6–3, 6–1      |
| Поразка   | 2.   | 28 червня 1998 | Мохаммедія, Марокко | Ґрунт    | Meryem El Haddad  | 3–6, 3–6      |
| Поразка   | 3.   | 29 серпня 1998 | Дамаск, Сирія       | Ґрунт    | Феріель Ессегір   | 3–6, 4–6      |
| Перемога  | 4.   | 26 червня 1999 | Мохаммедія, Марокко | Ґрунт    | Ізабель Коллішонн | 6–2, 0–6, 7–5 |

### Парний розряд (6–1)
| Результат | Ранг | Дата            | Турнір               | Покриття | Партнерка       | Суперниці у фіналі                  | Рахунок у фіналі |
| Перемога  | 1.   | 21 серпня 1998  | Гіза, Єгипет         | Ґрунт    | Феріель Ессегір | Йомна Фарід Діна Халіль             | 7–5, 6–2         |
| Перемога  | 2.   | 29 серпня 1998  | Дамаск, Сирія        | Ґрунт    | Феріель Ессегір | May Kabani Діна Халіль              | 6–3, 6–2         |
| Перемога  | 3.   | 6 вересня 1998  | Бейрут, Ліван        | Ґрунт    | Феріель Ессегір | Stephanie Balzert Tanja Hırschauer  | 7–5, 6–3         |
| Перемога  | 4.   | 26 червня 1999  | Мохаммедія, Марокко  | Ґрунт    | Радгіка Тулпуле | Ельса О'Ріань Ізабель Коллішонн     | 6–2, 6–2         |
| Перемога  | 5.   | 4 липня 1999    | Касабланка, Марокко  | Ґрунт    | Радгіка Тулпуле | Ельса О'Ріань Ніда Васім            | 7–5, 6–7, 6–3    |
| Перемога  | 6.   | 17 березня 2000 | Алжир (місто), Алжир | Ґрунт    | Феріель Ессегір | Сана Бен Салах Djamila Khaldi       | 6–7, 6–2, 6–0    |
| Поразка   | 7.   | 25 червня 2000  | Мохаммедія, Марокко  | Ґрунт    | Jessica Stein   | Лінда Смоленакова Домінік ван Букел | 4–6, 3–6         |